# Sven Psilander

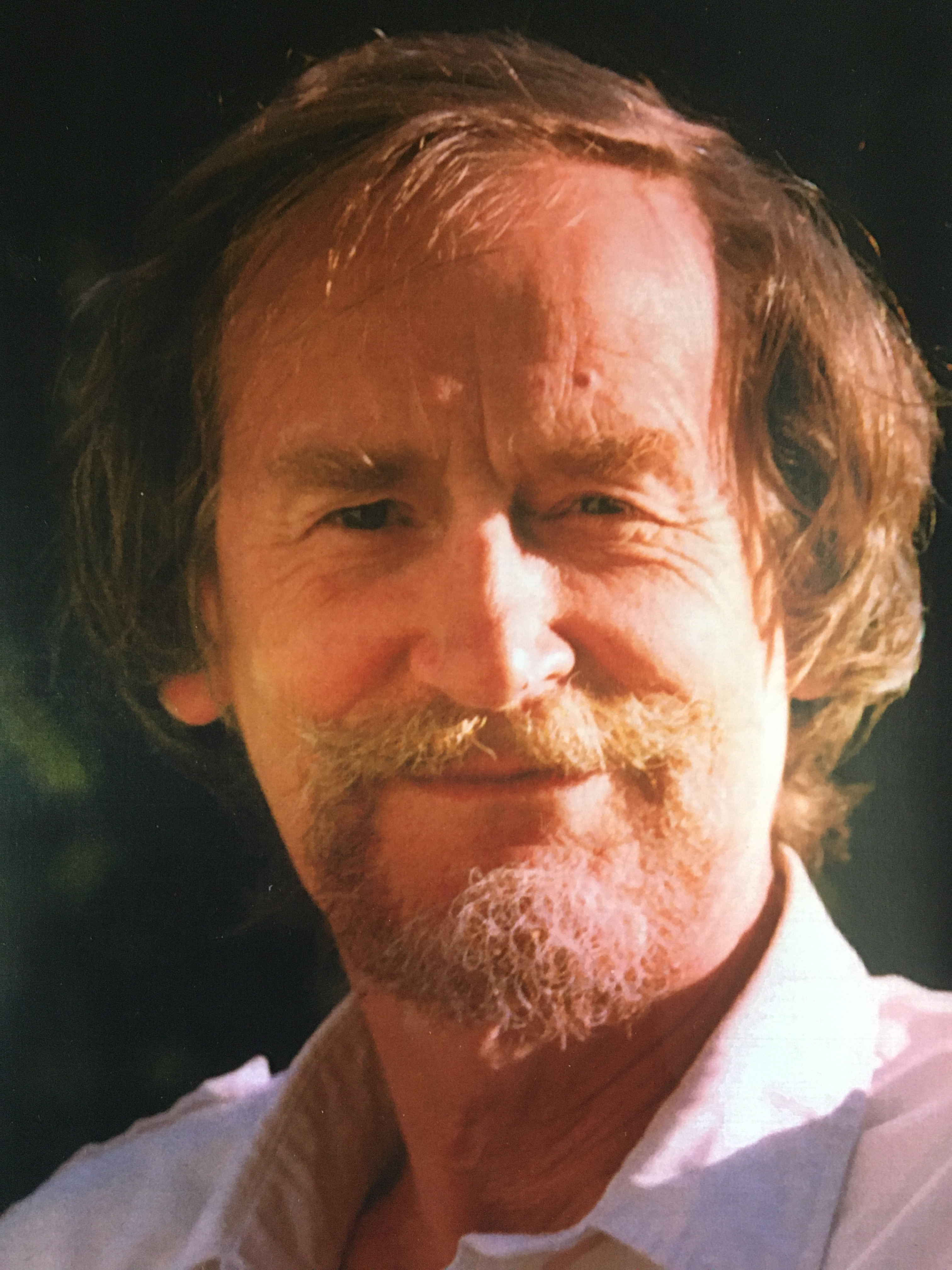
Sven Psilander, fotograferad på 1980-talet

Sven Erik Vilhelm Psilander, född 13 mars 1919 i Uppsala, död 29 oktober 2008 i Enåkers församling, Heby kommun, var en svensk skådespelare och präst.
Han hade en akademisk bakgrund vid Uppsala universitet, och tog en jur.kand.- och en fil.mag.-examen. Dessutom studerade han teologi och prästvigdes för Uppsala stift 1967. Han verkade som präst under större delen av sitt yrkesverksamma liv. Som jurist tjänstgjorde han på advokatbyrå, i hovrätt och domkapitel. Han var även verksam som lärare på folkhögskola och gymnasium.
Sven Psilander var son till språkprofessorn Hjalmar Psilander och var far till Christofer, Nico, Georg, Beata och Adde Psilander. Gift 1961 med Monica Psilander (f. Forsberg). Han hade även dottern Eva-Lena i ett tidigare förhållande. Han är begravd på Norra begravningsplatsen utanför Stockholm.

## Filmografi
- 1941 – Imperfektum [2]
- 1991 – Önskas
- 2005 – Halva sanningen